# Ослак (король Сассексу)
Ослак (*Oslac, Osiai, д/н — після 780) — король Сассексу в 765—772 роках.

## Життєпис
Про походження нічого невідомо. 757 року після смерті Етельберта, короля Сассексу, новим володарем став Осмунд. Можливо, Ослак був родичем останнього. наприкінці 750-х років розпочалася боротьба за влада, в яку втрутилися Ослак, його родич Освальд проти рідні Етельберта — Ельфвальда.
У 765 року Сассекс було поділено між усіма претендентами. Втім суперництво тривало, що значно послабило державу. У 771—772 роках Сассекс зазнав нападу Мерсії, яка здобула перемогу. Оффа, король Мерсії, став новим володарем Сассексу.
Ослак отримав титул елдормена або дукса. Він і далі керував своєю часткою королівства, але вже як підлеглий Оффи. Остання грамота, яку видав Ослак, припадає на 780 рік. Подальша доля невідома.